# Castelo de Navarrés
O Castelo de Navarrés localiza-se no município de Navarrés, província de Valência, na comunidade autónoma da Comunidade Valenciana, na Espanha.

## História
Em posição dominante no alto de uma elevação vizinha à povoação e ao rio Júcar, trata-se de uma fortificação de origem muçulmana, de reduzidas dimensões.

## Características
O castelo apresenta planta rectangular orgânica. Actualmente em ruínas, podem ser apreciados os restos de troços de muralhas e de torres de planta quadrada.